# Alcmà
Alcmà (en grec antic: Ἀλκμάν) va ser el principal poeta líric espartà. Va viure al segle vii aC, i és el representant més antic del cànon que van establir els estudiosos d'Alexandria en la selecció dels Nou poetes lírics.
Va néixer a Sardes (Lídia), i era fill de Dames o de Títaros. Va viure a Lacònia com a esclau d'Agèsides, que en va descobrir el geni i el va emancipar. Aviat es va distingir com a poeta. En aquella època un poeta era també un mestre del cor, un instructor del cor que havia de cantar els seus poemes. Els fragments i les poesies conservades testimonien la relació d'Alcmà amb la noblesa espartana i amb les cases reials. Els seus poemes es cantaven i ballaven durant les grans festivitats lacedemònies. La seva poesia segueix la tradició poètica grega, seguidora d'Homer, i hi ha fragments d'Alcmà que desenvolupen temes de la Ilíada i l'Odissea. Però també la seva poesia parla de la cultura espartana de l'època, l'aspecte no guerrer de la societat: la religió, el culte als déus i els mites. Una gran part de la seva poesia tenia contingut eròtic. Va morir de gran, perquè en un fragment conservat ironitza sobre ell mateix dient que, vell com és, no pot seguir les evolucions ràpides del cor i ha de renunciar al seu paper de director dels cants.